# Wolfgang Mair
Wolfgang Mario Mair (* 17. Februar 1980 in Lienz) ist ein ehemaliger österreichischer Fußballspieler und heutiger Künstler „Kowalski“.

## Leben
Mair wurde in Leisach im Bezirk Lienz geboren. Sein Vater arbeitete bei der Eisenbahn, die Mutter war Kindergärtnerin, er hat eine Schwester. Nach seiner Schulausbildung am Gymnasium in Lienz wollte Mair ursprünglich Innenausstattung und Design in Graz studieren, seine sportliche Laufbahn führte ihn jedoch zunächst nach Innsbruck, wo er neben der Entwicklung zum Fußballprofi seine Schulausbildung fortführte und mit Matura (Abitur) abschloss. Im Jahr 2014 beendete er seine Fußball-Karriere, absolvierte eine Ausbildung mit Schwerpunkt Grafik & Mediendesign in Salzburg und erlangte sein Diplom zum Medienfachmann und -Designer am BFI Salzburg. Seit 2016 betreibt Mair eine eigene Werbeagentur und ist in seiner zweiten Karriere als Maler unter dem Künstlernamen „Kowalski“ tätig.
Mair lebt und arbeitet in Salzburg-Leopoldskron.

## Karriere
Mair startete beim SV Rapid Lienz mit dem Vereinsfußball und wechselte mit 16 Jahren im Winter der Saison 1996/97 in die Jugendabteilung des FC Tirol Innsbruck. 1998 wurde er von Kurt Jara in die Kampfmannschaft befördert, hatte am 14. November 1998 mit dem Heimspiel gegen Vorwärts Steyr sein Debüt und wurde mit dem Verein dreimal österreichischer Meister. Nach dem Konkurs des FC Tirol kam der Stürmer zum SV Pasching. Nach einem einjährigen Gastspiel dort ging er zum frisch gegründeten FC Wacker Tirol. Während seiner Zeit dort wurde er in das österreichische Fußballnationalteam berufen, sein erstes Länderspiel bestritt im Februar 2005 beim Internationalen Zypern-Turnier in Limassol.
Im Sommer 2005 wechselte er zum neuen FC Red Bull Salzburg. Dort war er zumeist Wechselspieler und wechselte im Sommer 2006 zum amtierenden Meister FK Austria Wien. Mit diesem gewann er 2007 den ÖFB-Cup. Von 2008 bis 2010 spielte er für den SK Austria Kärnten, nach dessen Konkurs wechselte er eine Spielklasse tiefer in die Erste Liga zum First Vienna FC. Februar 2010 erlitt er einen Kreuz- und Seitenbandriss im rechten Knie und musste eine längere Verletzungspause einlegen.
Ab Sommer 2012 war er beim „Farmteam“ von Red Bull Salzburg, dem FC Liefering. Er half dem Klub dabei, in die Erste Liga aufzusteigen. Er blieb dort zwei Jahre und beendete später beim nahe Salzburg beheimateten unterklassigen USC Eugendorf seine Spielerkarriere.
Wolfgang Mair hat die UEFA-A-Lizenz-Trainer-Prüfung absolviert.

## Erfolge
- 3× Österreichischer Meister: 2000, 2001, 2002
- 1× Österreichischer Vize-Meister: 2006
- 1× Meister Erste Liga (2. Leistungsstufe): 2004
- 1× ÖFB-Cup Gewinner: 2007
- 1× U-17 WM-Teilnehmer: 1997

## Karriere als Künstler
In seiner zweiten Karriere ist Mair selbständig in seiner Werbeagentur (mAIR-GRAPHIX e.U.) tätig und tritt als Künstler in der Malerei auf. Seine Werke veröffentlicht er unter dem Pseudonym „Kowalski“ und wird von einer Salzburger Kunstgalerie vertreten. Als Maltechniken verwendet er Pastellkreiden, Aquarellfarben und Acryl, Schablonentechnik (Stencil Cuts), Pinsel, Spachtel und Spraydosen.
Ausstellungen fanden bisher in Österreich, Miami und Paris statt. Zudem führt er Auftragsarbeiten und Verpackungsgestaltungen aus. Bei einer Live-Aktion in Paris fertigte „Kowalski“ ein Porträt des brasilianischen Paris-Saint-Germain-Spielers Neymar Jr. bei dessen Geburtstagsparty an. Für Wings for Life gestaltete er Lauftrikots und für den EC Red Bull Salzburg die Trikots der Eishockeyspieler.

## Ausstellungen, Buchprojekte
- 2022 Buch „Projekte“, Artbook
- 2021 Gruppenausstellung Bakerhouse Gallery, Graz
- 2020 Salzburger International Art Fair (SIAF) Rudoph Budja Galerie, Salzburg
- 2020 Ausstellung „Hundred“ 100 Jahre Salzburger Festspiele, Rudoph Budja Galerie, Salzburg
- 2019 Live Action Painting zum 27. Geburtstag von Neymar Jr. / PSG, Paris
- 2019 New York City Artfair Rudolf Budja Galerie, New York
- 2019 „Icons“, Dolomitenbank Galerie Osttirol, Lienz[7]
- 2018 	Gestaltung Eingangsbereich Klaus-Multiparking, Eugendorf
- 2018 	Gestaltung Herrensalon „The Barber“ Flagship Store, Salzburg
- 2018 Leisach im Bild Gemeindeamt Leisach, Leisach[8]
- 2018 Art Miami Rudolf Budja Galerie, Miami
- 2017 Gestaltung Bar (Alice im Wunderland) Herberts Bar, Salzburg
- 2017 Art Miami Rudolf Budja Galerie, Miami
- 2016 Ausstellung „Kowalski“ Rudolf Budja Galerie, Salzburg
- 2016 Musikvideo „wenn du lachst“ Manfred Kirchmeyer, Salzburg
- 2016 Art Miami Rudolf Budja Galerie, Miami
- 2015 Ausstellung „News On Paper“ Amedia Art Hotel, Salzburg
- 2015 Ausstellung „Werdegang“ Bachschmiede, Salzburg/ Wals
- 2015 Buch „85 (un)mögliche Facetten der TorSchlussPanik“
- 2001 Deutsche Bank Deutsche Bank, Innsbruck
- 2000 Ausstellung „Pastellkreiden“ i piedi & Kunst, St. Johann/ Tirol